# Gerrit Lundens
Gerrit Lundens est un peintre néerlandais né le 27 septembre 1622 et mort le 11 juillet 1686 à Amsterdam. Il est connu pour ses scènes de genre, ses portraits et une seule peinture de vanité. Il a également réalisé des copies d'après les œuvres de célèbres maîtres néerlandais, notamment La Ronde de nuit de Rembrandt. Il a également exploité une auberge et a été un marchand de vin.

## Biographie
Il naît à Amsterdam, fils de Berend (ou Barend) Lunden, blanchisseur, et de Catharyne (ou Catharina) van Sichem, fille du graveur Christoffel van Sichem l'Ancien. La famille de son père est originaire d'Anvers et s'installe d'abord à Middelburg et vers 1590 à Amsterdam. Sa tante Anneke (ou Annken) Lunden (née à Anvers en 1571) épouse en 1620 Christoffel van Sichem, frère de sa mère, à Amsterdam.

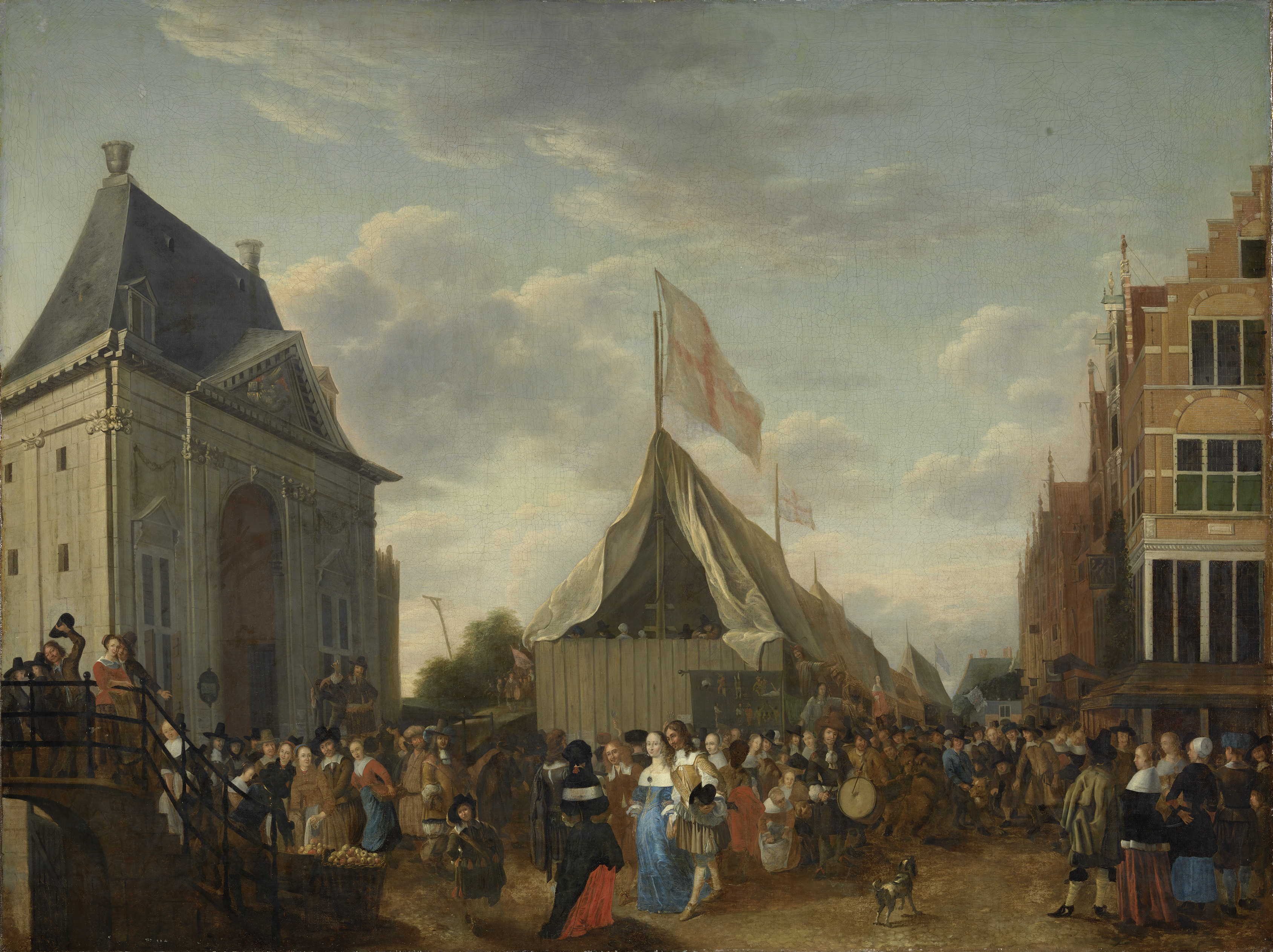
Foire au Heiligwegpoort à Amsterdam

Il est possible qu'il se soit formé auprès du peintre Abraham van den Hecken (II), son beau-frère qui est marié avec sa sœur Catharina alors qu'il avait 13 ans. Les similitudes stylistiques de ses premières œuvres avec celles de van den Hecken semblent confirmer cet apprentissage. En 1643, il est enregistré pour la première fois en tant que peintre. 
Il publie des bans de mariage le 27 avril 1643 avec Agniet Mathijs, originaire d'Anvers. Le couple se marie le 11 avril 1643 à Sloterdijk, un village situé à environ 3 km au nord-ouest du centre-ville d'Amsterdam. Le couple a plusieurs enfants entre 1646 et 1652. Outre son activité de peintre, il gagne sa vie comme aubergiste et marchand de vin.

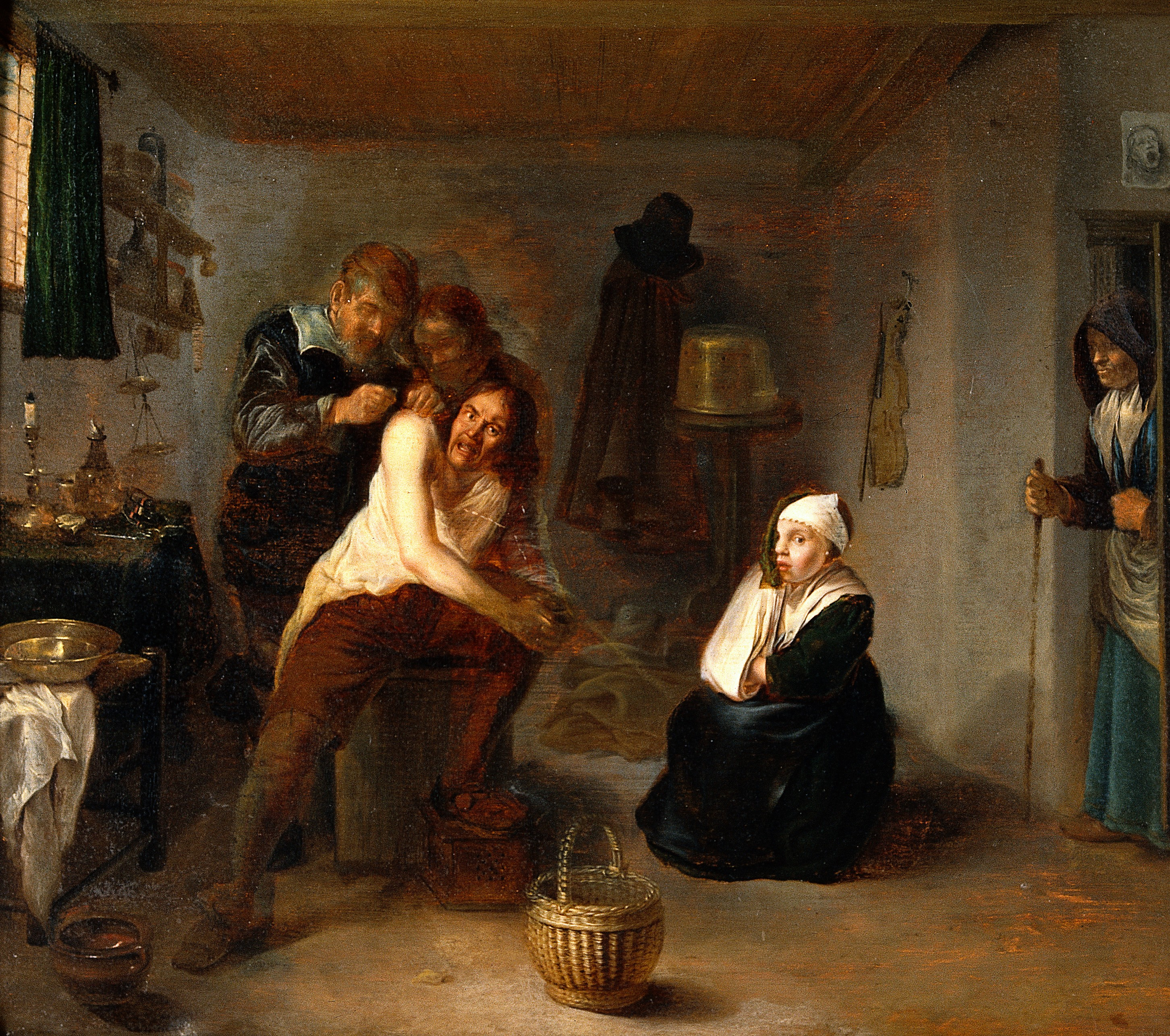
Intérieur avec un chirurgien opérant le dos d'un homme

En 1667, Lundens devient "poorter" (citoyen) d'Amsterdam. Sa fille Ysabella publie des bans le 13 novembre 1677 et épouse Theodorus van Rijn, un tailleur de pierres précieuses. Au moment de sa mort, Lundens habite sur le Singel, près du Munt.

## Œuvre
Sa principale période d'activité en tant que peintre est 1646-1671. Environ 150 peintures et quelques dessins ont été attribués à Lundens. Il est connu pour ses portraits, ses scènes de genre, une nature morte de vanité et des copies de maîtres anciens. Il est influencé par son beau-frère Abraham van den Hecken et par Jan Miense Molenaer, élève de Frans Hals.

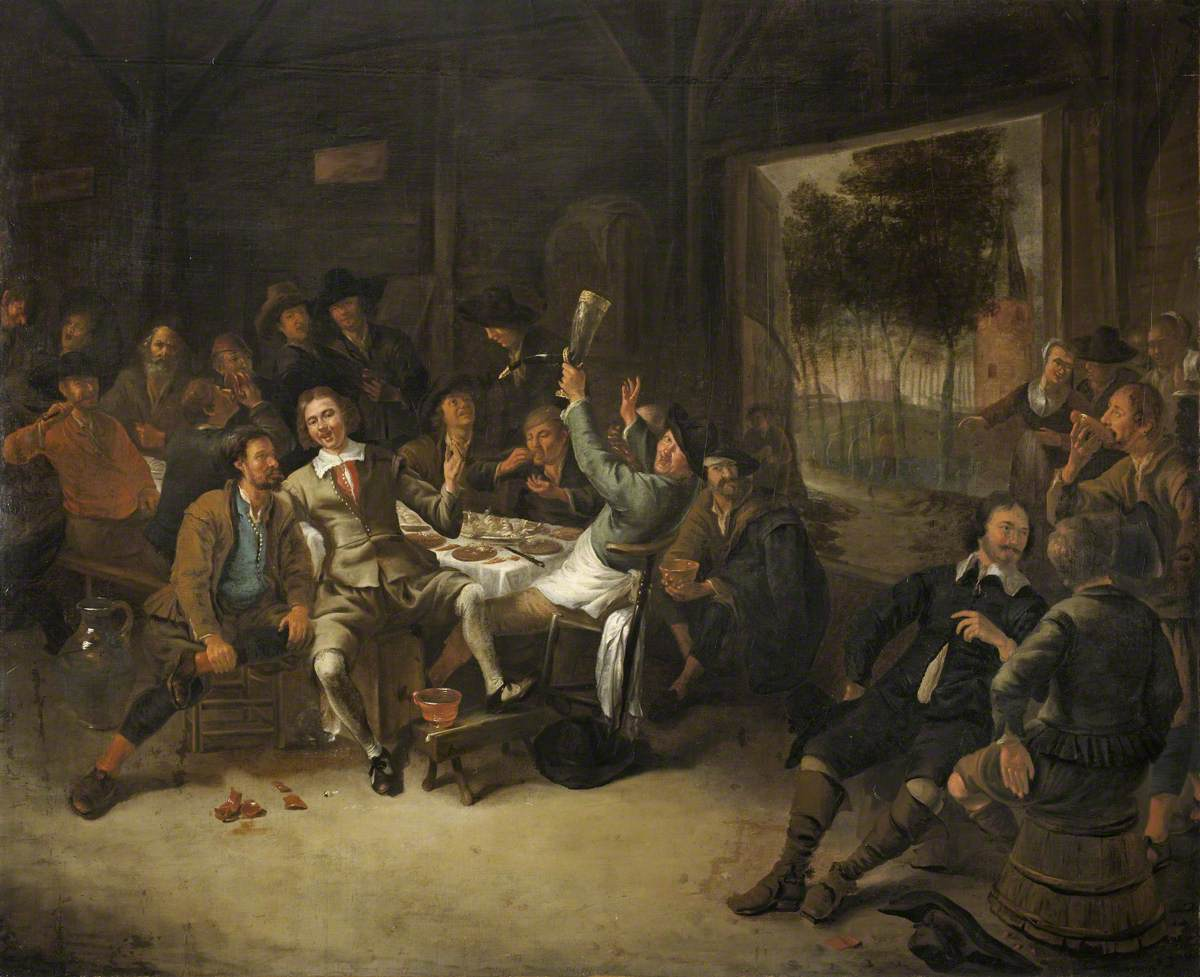
Fête de paysans dans une grange

Ses scènes de genre représentent souvent des paysans et des personnes des classes inférieures et moyennes qui s'amusent dans des tavernes.  Il peint également des sujets plus inhabituels, tels que des scènes avec des chirurgiens effectuant des opérations et une vue de l'incendie qui a détruit l'ancien hôtel de ville d'Amsterdam le 7 juillet 1652 (aujourd'hui au Musée d'Amsterdam). Il a peint une vue de la Foire au Heiligwegpoort à Amsterdam (au Musée d'Amsterdam), qui montre, parmi les festivités, un combat de chiens (appelés "berebijters") contre un ours,.
Il peint des portraits de famille, des portraits de couple en pendentif et des portraits miniatures.
Vers 1655, il réalise une copie (66,5x85,5cm) de la célèbre Ronde de nuit de Rembrandt, avant que la toile originale ne soit découpée pour être transférée à l'hôtel de ville d'Amsterdam, ce qui représente un intérêt considérable. On estime que c'est le capitaine Frans Banning Cocq qui est le personnage central du tableau et bourgmestre d'Amsterdam de l'époque qui a commandé la plus petite réplique de Lundens. La copie est aujourd'hui exposée à la National Gallery de Londres alors que le tableau original est resté à Amsterdam, conservé au Rijksmuseum.